# Кеснекоферус, Нильс
Нильс Кеснекоферус (швед. Nils Chesnecopherus; 1574 — 1622) — шведский учёный и дипломат.

## Биография
Нильс Кеснекоферус родился в 1574 году в Экебю в провинции Нерке. Его отцом был Лаурентиус Николаи, который позже служил настоятелем церквей в Кумле и Халльсберге. Впоследствии Нильс взял себе фамилию Кеснекоферус (лат. chesnus — дуб), которая происходила от места его рождения (швед. Ekeby: ek — дуб, by — деревня).
В 1593 году Кеснекоферус получил в Марбурге сперва степень магистра философии, а затем профессора математики. В 1600 году он стал ещё и доктором права.
После возвращения в Швецию он сумел добиться расположения герцога Карла, который сделал его своим гофканцлером (1602). Кеснекоферус участвовал в работе королевского Законодательного комитета и несколько раз выступал в качестве шведского уполномоченного на мирных переговорах с иностранными державами. Так в 1605 году он участвовал в переговорах с ганзейцами в Кальмаре, а в 1606 году с русскими на реке Сестре. В 1608 году его направили на запланированные в Висмаре переговоры с датскими представителями, однако датчане уехали прежде, чем шведы успели добраться до места встречи. 
В 1610 году он был назначен посланником в Данию, но Кристиан IV не принял его по причине низкого происхождения Кеснекоферуса. Перу Кеснекоферуса принадлежал документ, которым государственные сословия в 1605 году отказались соблюдать свою клятву королю Сигизмунду.
После смерти Карла IX Кеснекоферус перешёл в качестве гофканцлера на службу к Карлу Филиппу и вдовствующей королеве Кристине. Он выступил в поддержку притязаний наследных принцев, вследствие чего Густав II Адольф заключил его в тюрьму, откуда он был выпущен лишь благодаря заступничеству вдовствующей королевы.
Кеснекоферус обладал обширными знаниями и предприимчивым характером, вследствие чего имел значительное влияние в государстве. Однако он был непостоянен и пользовался дурной славой.
Умер в 1622 году.
Около 1600 года император Рудольф II пожаловал ему дворянство, а Карл IX даровал ему дворянские привилегии. Его дети были пожалованы дворянством под фамилией Лильерам.